# Калушин (гмина)
Калушин (пол. Kałuszyn) — гмина (волость) в Польше, входит как административная единица в Миньский повет, Мазовецкое воеводство. Население — 6182 человека (на 2004 год).

## Демография
| Перепись                       | Всего   | Всего | Женщины | Женщины | Мужчины | Мужчины |
| ------------------------------ | ------- | ----- | ------- | ------- | ------- | ------- |
| Единицы                        | человек | %     | человек | %       | человек | %       |
| Население                      | 6182    | 100   | 3104    | 50,2    | 3078    | 49,8    |
| Плотность населения (чел./км²) | 65,4    | 65,4  | 32,8    | 32,8    | 32,6    | 32,6    |

## Сельские округа
1. Абрамы
2. Буды-Пшитоцке
3. Хросцице
4. Фальбоги
5. Гарчин-Дужы
6. Гарчин-Малы
7. Голембювка
8. Казимежув
9. Клюки
10. Леонув
11. Марянка
12. Милев
13. Мрочки
14. Нове-Грошки
15. Ольшевице
16. Паток
17. Пётровина
18. Пшитока
19. Рычолек
20. Старе-Грошки
21. Синоленка
22. Шемборы
23. Шимоны
24. Вонсы
25. Виты
26. Вулька-Калуска
27. Зимновода
28. Жебрувка
29. Марысин

## Соседние гмины
1. Гмина Цеглув
2. Гмина Добре
3. Гмина Грембкув
4. Гмина Якубув
5. Гмина Котунь
6. Гмина Мрозы
7. Гмина Вежбно